# Companyia Britànica de l'Àfrica del Sud
La British South Africa Company (BSAC) o Companyia Britànica de Sud Àfrica, fou una entitat comercial amb territori, fundada el 1889 per Cecil Rhodes, i aprovada per carta real, amb l'objectiu de la colonització i l'explotació econòmica dels territoris al nord del Transvaal. El objectiu de Rhodes era aconseguir territoris britànics sense interrupció des d'Egipte fins al Cap de Bona Esperança.

## Història

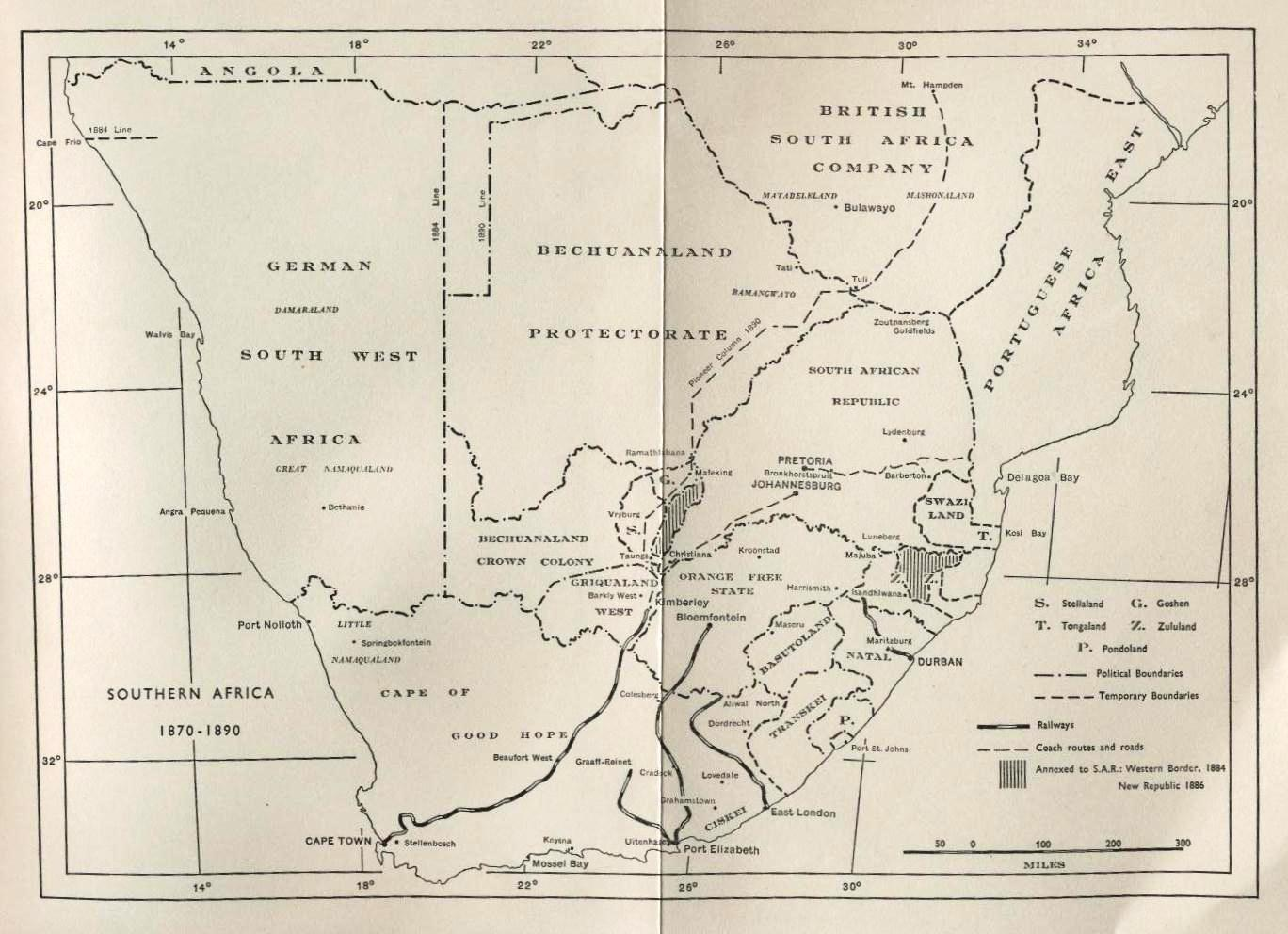
Mapa del sud d'Àfrica 1870-1890

Cecil Rhodes i la seva Companyia Britànica de l'Àfrica del Sud el 1890 va aixecar una columna de pioners per colonitzar amb grangers blancs, Maxonalàndia, les terres atorgades pel caps shona de Lobengula, més tard part de Zimbabwe, i tenia un interès personal en la contínua expansió dels assentaments blancs a la zona. El Cos de Pioners es va dissoldre oficialment l'1 d'octubre de 1890 i a cada membre se li van concedir terres per cultivar, en un territori que es va conèixer com Zambèsia del Nord.
Va reclutar el seu propi exèrcit,El 9 de maig de 1891 una Ordre del Consell va declarar Matabelelàndia i Maxonalàndia protectorats britànics, i Rhodes va utilitzar un atac dels ndebeles contra els xona prop de Fort Victoria el 1893 com un pretext per atacar el regne matabele de Lobengula, que va morir de verola al gener 1894, i derrotant els matabeles i shona al nord del riu Limpopo. El 23 de gener de 1894 es van unir Matabelelàndia i Maxonalàndia en una entitat anomenada Zambèsia del Sud, que al seu torn el 3 de maig de 1895 es va unir amb Zambèsia del Nord per formar el protectorat de Rhodèsia. El 1893 el Protectorat de Betxuanalàndia de Sir John Swinburne va ser separat de Matabelelàndia, al qual va ser formalment annexada el 1911. Rhodèsia del Nord es va dividir administrativament el 1900 en Rhodèsia del Nord-est i Rhodèsia del Nord-oest. Maxonalàndia i Matabelelàndia van deixar de ser territoris poc desenvolupats en decadència, i es va establir un impost a les cabanes que tenia com a objectiu obligar els homes africans a abandonar els seus ramats i la seva economia de bescanvi per unir-se a l'economia monetària occidental mitjançant el treball assalariat. Una nova elit va arrabassar el control de la monarquia de l'Edat del Ferro que abans havia dominat i conservat el poder mitjançant la demostració d'una superioritat tecnològica aclaparadora juntament amb una confiança altíssima en els seus èxits. També es va imposar un nou ordre moral que alterà dràsticament la cultura i les creences dels pobles indígenes i aturà el declivi de la seva població. El març de 1896, els matabeles o ndebeles es van revoltar contra l'autoritat de la Companyia aprofitant que les tropes estaven combatent la República de Transvaal en l'anomenat Raid de Jameson però la revolta va ser sufocada.
El 1914, la carta reial va ser renovada per 10 anys amb una clàusula que estipulava que el país podria ser autònom per al final de la dècada. En 1923, els colons de Rhodèsia del Sud van obtenir aquests drets polítics. Rhodèsia del Nord i Nyasalàndia esdevingueren protectorats. La BSAC va cessar en les seves funcions administratives, per alleugeriment dels seus accionistes que no havien pogut rebre mai dividends.
El 1933 la BSAC va vendre els seus drets d'explotació a Rhodèsia del Sud al govern de la colònia. El 1964 es va veure obligada a transferir els seus drets d'explotació al nord de Rhodèsia al nou govern de Zàmbia independent. El 1965 la BSAC es va fusionar amb la Central Mining & Investment Corporation Ltd i la Consolidated Mines Selection Company Ltd per formar la nova Charter Consolidated Ltd, un conglomerat miner i industrial del qual un terç de les accions estaven en mans de l'Anglo-American Company, una companyia minera sud-africana.

## Presidents de la companyia
- James Hamilton, Duke of Abercorn 1889 - 1913
- Leander Starr Jameson 1913 - 1917
- Vacant 1917 - 1920
- Philip Lyttleton Gell 1920 - 1923
- James Rochfort Maguire 1923 - 1925